# Anderson Vilien
Anderson Vilien (ur. 31 grudnia 1971) – haitański lekkoatleta, sprinter.
Podczas igrzysk olimpijskich w Atlancie (1996) odpadł w eliminacjach na 200 metrów.

## Rekordy życiowe
- Bieg na 200 metrów – 21,62 (1996)